# Измайловка (Калачинский район)
Изма́йловка — деревня в Калачинском районе Омской области России. Входит в состав Сорочинского сельского поселения.

## География
Деревня находится в юго-восточной части Омской области, в лесостепной зоне, в пределах Барабинской низменности, на расстоянии примерно 26 км (по прямой) к северо-востоку от города Калачинск, административного центра района. Абсолютная высота — 107 м над уровнем моря.
Часовой пояс
Деревня Измайловка, как и вся Омская область, находится в часовой зоне МСК+3. Смещение применяемого времени относительно UTC составляет +6:00.

## Население
| 2002 | 2010 |
| ---- | ---- |
| 149  | ↘125 |

Гендерный состав
По данным Всероссийской переписи населения 2010 года, в гендерной структуре населения мужчины составляли 48,8 %, женщины — соответственно 51,2 %.
Национальный состав
Согласно результатам переписи 2002 года, в национальной структуре населения русские составляли 98 % из 149 чел.

## Инфраструктура
В деревне функционирует фельдшерско-акушерский пункт (филиал Калачинской центральной районной больницы).

## Улицы
Уличная сеть деревни состоит из двух улиц (ул. Молодёжная и ул. Школьная).